# 제석초등학교
제석초등학교(帝釋初等學校)는 대한민국 경상남도 통영시에 있는 공립 초등학교이다.

## 학교 연혁
- 2013. 08. 12 제석초 신축 설계 용역 발주
- 2014. 02. 20 제석초등학교 공사 착공
- 2015. 03. 01 초대 김성렬 교장 취임
- 2015. 03. 01 제석초등학교 개교(18학급)
- 2015. 03. 04 1학년 128명 입학
- 2015. 02. 19 제1회 졸업장 수여식(졸업생 38명)
- 2016. 03. 01 24학급 편성(6학급 증설)
- 2016. 03. 02 1학년 147명 입학(6학급)
- 2018. 08. 31 유네스코 학교 선정
- 2024. 03. 18 학교 화재

## 같이 보기
- 죽림초등학교